# 2255 Qinghai
2255 Qinghai (1977 VK1) là một tiểu hành tinh vành đai chính.